# Chrysuronia boucardi
La amazilia de manglar,  amazilia manglera, colibrí manglero o diamante de los mangles (Chrysuronia boucardi) es una especie de ave apodiforme de la familia Trochilidae —los colibríes— perteneciente al numeroso género  Chrysuronia, anteriormente incluida en el género Amazilia. Es endémica de los manglares de la costa del Pacífico, en Costa Rica.

## Descripción
En promedio mide 9,5 y 11 cm de longitud y pesa 4,5 g. El pico es negro por encima, rosado en el maxilar inferior y oscuro en la punta; mide 18 mm de largo. La corona, la nuca, el dorso y las timoneras centrales, son de color verde bronceado. En el macho, la garganta y el pecho son de color verde azulado brillante, que se torna bronceado en la parte baja del pecho y a los lados. En la hembra la garganta y el pecho son blancos con manchas verde en el pecho y a los lados. El abdomen es blanco opaco. Las timoneras laterales son negruzcas con puntas grises, oscuras en los machos y claras en las hembras.

## Alimentación
Se alimenta principalmente del néctar de las flores del manglar piñuela (Pelliciera rhizophorae) y de otros árboles, bejucos y epífitas. También come mosquitos.

## Reproducción
Construyen un nido en forma de taza pequeña, con lanillas de Ochroma pyramidale y de otras pelusas vegetales, telarañas y pedazos de liquen, colocado en una rama de mangle, colgando sobre el agua, a una altura de 1 a 4 m.

## Población
Actualmente se calcula una población total de 1500 a 7000 individuos maduros.